# Frontlines: Fuel of War
Frontlines: Fuel of War ist ein Ego-Shooter für Microsoft Windows und Xbox 360. Veröffentlicht wurde das Videospiel am 29. Februar 2008 in Europa. Entwickelt wurde der teambasierte Shooter von Kaos Studios, das aus dem Battlefield-Mod-Team Trauma Studios hervorging, und ist deren erstes Spiel. Das Spiel benutzt die Unreal Engine 3.

## Handlung

### Zeitraum
Im Folgenden handelt es sich um eine grobe Zusammenfassung.
- 2006: Die Welt betritt das Post-Peak-Oil-Zeitalter.
- 2007: Die ehemaligen Sowjetstaaten wollen der EU und der NATO beitreten. Russland reagiert verärgert.
- 2009: Der Widerstand überwältigt die pakistanische Regierung. Ein Bürgerkrieg entbrennt.
- 2010: Ein CIA-Staatsstreich in Venezuela scheitert. Demokratie-Bewegungen in China werden zerschlagen.
- 2011: Die Supermächte beziehen Stellung im Sunniten-Schiiten-Konflikt. China und Iran tauschen Öl und Waffen aus.
- 2013: Der Iranisch-Saudische Krieg greift auf die Region über und involviert Israel.
- 2015: Die Wirtschaftskrise führt zu Bürgerunruhen. Das nordamerikanische Militär überfällt Öl-Lieferungen.
- ---- Die Red Star Alliance wird gegründet. ----
- 2016: Die Supermächte verwandeln sich in Polizeistaaten und setzen Wahlen außer Kraft.
- ---- Die Western Coalition wird gegründet. ----
- 2018: Die Hauptmächte sind nicht mehr in der Lage, ausreichend Getreide für ihr Volk zu produzieren.
- 2020: Militärische Aufrüstung im Nahen Osten durch die Supermächte beginnt als Sicherung der letzten Ölfelder.
- 2024: Die Red Star Alliance besetzt die strategisch wichtigen Ölfelder von Turkmenistan.
- ---- Der Dritte Weltkrieg entbrennt. ----
- Juni 2024: Die Western Coalition startet einen Gegenangriff auf Afghanistan.
- Juli 2024: Die Western Coalition kämpft sich zum Kaspischen Meer vor und marschiert fast widerstandslos in Russland ein.
- August 2024: Ausbruch von Feindseligkeiten zwischen China und Taiwan, Nordkorea startet einen Angriff auf Südkorea.
- September 2024: Die Western Coalition wagt einen Angriff auf das russische Kernland, bevor die chinesische Verstärkung eintrifft.
- Oktober 2024: Die russischen Truppen weigern sich aufzugeben und sind gezwungen, bis ins Uralgebirge zurückzuweichen.

### Handlung
Frontlines: Fuel of War spielt in einer dystopischen Welt im Jahr 2024, inmitten einer globalen Energiekrise. Die Spielhandlung wird dabei aus Sicht eines Embedded Journalist, einem Kriegsreporter, politisch-kritisch erzählt und reflektiert. Dabei bezieht das Spiel nicht nur die Kriegshandlungen und deren Entstehung ein, sondern auch die Umwälzungen in den demokratischen Gesellschaften angesichts der Weltlage.
Als die Öl-/ Gaslieferungen schwinden, brechen die diplomatischen Beziehungen zwischen dem Osten und dem Westen ab, und es formieren sich neue Allianzen. Die zwei Haupt-Allianzen in Frontlines sind die Western Coalition, bestehend aus der Europäischen Union und den Vereinigten Staaten, und die Red Star Alliance, gegründet von der Russischen Föderation und der Volksrepublik China. Als die letzten Ölfelder beginnen auszutrocknen, sichern die Länder die letzten Rohstoffreserven mit militärischer Intervention. Die daraus resultierenden Scharmützel eskalieren im Spielverlauf zu einem globalen Krieg. Gegen Ende des Spieles siegt die Western Coalition und drängt die Russischen Red-Star-Truppen in den Ural.
Das Spiel beinhaltet einige politische Kommentare im Bezug darauf, wie viel Kriege kosten, auch im Bezug auf Rohstoffe. So lautet ein Satz im Spiel: „How could a war over oil be fought, with machines that refilled upon it“ (deutsch: „Wie kann ein Krieg um Öl geführt werden mit Maschinen, die mit just diesem betrieben werden.“)

## Spielprinzip
Frontlines beinhaltet sowohl eine Einzelspieler-Kampagne als auch einen Mehrspieler-Modus. Das Spiel bietet dem Spieler zur Erfüllung der Missionen verschiedene Fahrzeuge, Luftunterstützung und elektronische Kriegsführung. Die Waffen sind dabei leicht futuristisch, erinnern aber formtechnisch an reale Waffen.
Dem Spieler stehen sowohl im Einzelspieler als auch im Mehrspieler verschiedene Boden- und Luftfahrzeuge zur Verfügung. Darunter u. a. Jeeps, Panzer, Helikopter und Kampfflugzeuge. Weiterhin hat der Spieler die Möglichkeit, sich Drohnentechnologie zu Nutze zu machen, sowie Luftunterstützung, z. B. in Form von Artillerieschlägen, anzufordern. Die Waffen sind von der jeweiligen Fraktion abhängig und werden durch ein klassisches Klassensystem zugeteilt.
Der Name Frontlines leitet sich von der Spielmechanik ab. Da die Frontlinie immer entlang der aktuell umkämpften Missions-/Kontrollpunkte verläuft und alle weiteren Punkte deaktiviert sind, finden die Hauptgefechte meistens entlang der Frontlinie statt. Erst wenn die Missionspunkte erfüllt sind, rückt die Frontlinie weiter Richtung Feindbasis. Dies soll auch in Gefechten mit kleineren Teams den Aktionsradius komprimieren.
Der Mehrspieler-Modus findet auf Karten unterschiedlicher Größe statt und erlaubt bis zu 32 Spielern in zwei Fraktionen gegeneinander anzutreten. Die zwei Spielfraktionen kämpfen um verschiedene Kontrollpunkte oder müssen Missionen erfüllen, wie beispielsweise das Abschalten/Zerstören einer funktionellen Einheit. Die Kartengrößen variieren dabei stark und bieten sowohl Stadtmissionen als auch größere Wüstenareale und Nachtmissionen. Einige Strukturen, z. B. Mauern, sind ohne den Einsatz von zusätzlicher Hardware zerstörbar. Als Verwundungsmodell kommt ein Erholungssystem zum Einsatz, das die Verletzung nicht durch einen Balken, sondern durch audio-visuelle Wahrnehmungseinschränkung signalisiert. Das Alter Ego erholt sich selbstständig nach kurzer Erholungsphase.

## Entwicklung
Das Spiel basiert auf der Unreal Engine 3 und nutzt EAX-5.0-Effekte der Soundkarte über OpenAL. Das Spiel berechnet auch die Schallgeschwindigkeit; so treffen etwaige Geräusche oft später auf den Spieler als Licht. Antialiasing-Unterstützung bietet Frontlines: Fuel of War nur über externe Maßnahmen. Weiterhin ist es in Frontlines möglich, auch PhysX-Beschleunigung zu nutzen. Die Software zur Einrichtung dedizierter Server ist lediglich für Windows verfügbar. Als Anti-Cheat-Software wurde Punkbuster integriert.
Ursprünglich wurde Frontlines: Fuel of War auch für die PlayStation 3 entwickelt, jedoch verkündete Publisher THQ, dass die Arbeiten am 24. Januar 2008 auf Grund von Problemen mit der Entwicklung eingestellt wurden.